# Nesorestias
Nesorestias är ett släkte av insekter. Nesorestias ingår i familjen sporrstritar.
Kladogram enligt Catalogue of Life:
| Nesorestias | \| \| Nesorestias filicicola \| \| \| \| \| \| Nesorestias nimbata \| \| \| \| |
|             | \| \| Nesorestias filicicola \| \| \| \| \| \| Nesorestias nimbata \| \| \| \| |
|             | Nesorestias filicicola                                                         |
|             |                                                                                |
|             | Nesorestias nimbata                                                            |
|             |                                                                                |